# Monte Rubello
Il Monte Rubello (1.414 m s.l.m.) è una montagna delle Alpi Biellesi.
Si trova in provincia di Biella (BI) lungo lo spartiacque tra il bacino del Torrente Strona di Mosso e quello del Sessera.
È compreso nel territorio comunale di Trivero.

## Descrizione
La montagna culmina con tre cocuzzoli erbosi quotati rispettivamente 1.405, 1.414 e 1.402 m s.l.m. Un quarto rilievo posto a sud-ovest degli altri tre è denominato dalla Carta Tecnica Regionale piemontese Monte Prapian o Massaro ed è quotato 1.314 s.l.m..
L'ambiente della zona di crinale è piuttosto aperto. Il versante Strona è occupato da boschi di conifere impiantati nella prima metà del Novecento concomitanza per i lavori di costruzione della Panoramica Zegna, mentre le pendici che guardano la Valsessera sono occupate da boscaglie di latfoglie.
La cima del Monte Prapian è occupata da un impianto per telecomunicazioni militari.

## Storia

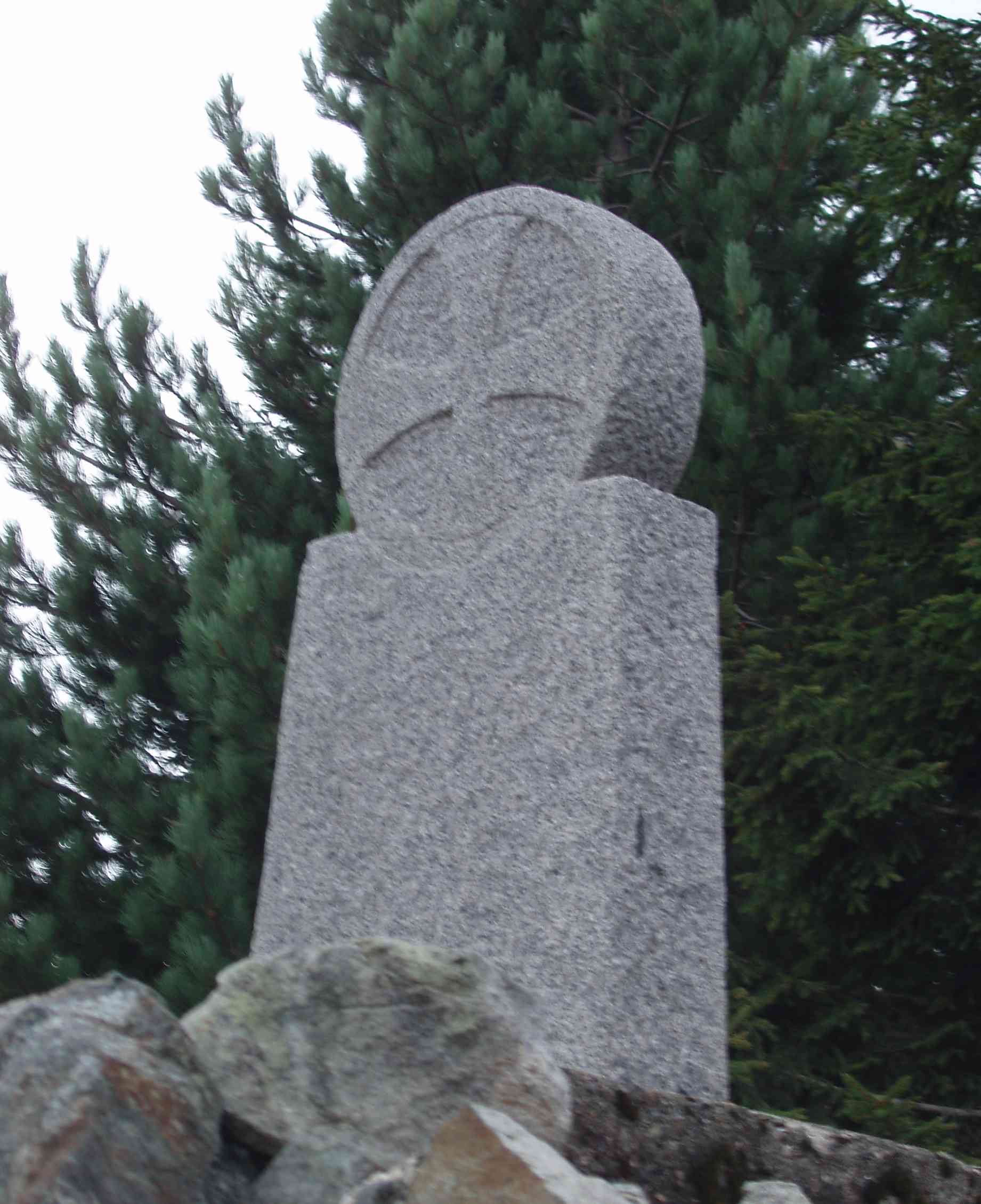
Il cippo dedicato a Fra' Dolcino

Nel 1306 la zona attorno al Monte Rubello servì da rifugio a Fra' Dolcino e ai suoi seguaci, che allestirono rustiche fortificazioni tentando di resistere ai loro nemici, in seguito ai fallimenti in Valsesia e a Rassa.
La zona vide anche, nella primavera del 1307, la loro definitiva sconfitta militare. Sul monte in occasione del sesto centenario della morte di Fra' Dolcino (1907) fu inaugurato un obelisco di pietrame, alla cui realizzazione contribuirono varie associazioni biellesi di ispirazione laica e socialista. L'obelisco fu abbattuto in epoca fascista e fu sostituito, nel 1974, da un cippo di pietra antropomorfo.
Le vicende dolciniane sono state poeticamente ripercorse nel testo La fenice libertaria e descritte nel romanzo Il nome della rosa.

## Escursionismo
È possibile raggiungere la montagna partendo dalla Bocchetta di Margosio (1.331 m) o dalla Bocchetta di Stavello (1.206 m), seguendo il sentiero che percorre lo spartiacque Strona - Sessera. 
Molti sentieri della zona sono stati segnalati e vengono curati dall'Oasi Zegna, nata nel 1993 per tutelare e valorizzare l'area montana compresa tra Trivero e il Bo.